# Lobotrachelus
Lobotrachelus är ett släkte av skalbaggar. Lobotrachelus ingår i familjen vivlar.

## Dottertaxa tillLobotrachelus, i alfabetisk ordning[1]
- Lobotrachelus affinis
- Lobotrachelus albilaterus
- Lobotrachelus albirostris
- Lobotrachelus alboscutellatus
- Lobotrachelus albosuturatus
- Lobotrachelus albotessellatus
- Lobotrachelus amoenus
- Lobotrachelus analis
- Lobotrachelus angulatus
- Lobotrachelus argenteolus
- Lobotrachelus argenteus
- Lobotrachelus asperulus
- Lobotrachelus atomarius
- Lobotrachelus atomus
- Lobotrachelus bakeri
- Lobotrachelus basalis
- Lobotrachelus bertrandi
- Lobotrachelus bilineatus
- Lobotrachelus brunneipennis
- Lobotrachelus brunneofasciatus
- Lobotrachelus burgeoni
- Lobotrachelus castaneus
- Lobotrachelus cinerascens
- Lobotrachelus cochinchinensis
- Lobotrachelus coffeae
- Lobotrachelus conciliatus
- Lobotrachelus congoanus
- Lobotrachelus conicollis
- Lobotrachelus conradti
- Lobotrachelus cruciatus
- Lobotrachelus curtulus
- Lobotrachelus difficilis
- Lobotrachelus dilatatus
- Lobotrachelus diversesquamulatus
- Lobotrachelus egenus
- Lobotrachelus elongatulus
- Lobotrachelus exilis
- Lobotrachelus fulvus
- Lobotrachelus gentilis
- Lobotrachelus griseovarius
- Lobotrachelus himalayanus
- Lobotrachelus histrio
- Lobotrachelus incallidus
- Lobotrachelus ineptus
- Lobotrachelus ingratus
- Lobotrachelus kenyae
- Lobotrachelus leucaspis
- Lobotrachelus linteus
- Lobotrachelus litigiosus
- Lobotrachelus longitarsis
- Lobotrachelus lucidus
- Lobotrachelus luctuosus
- Lobotrachelus luteofasciatus
- Lobotrachelus malefidus
- Lobotrachelus marginatus
- Lobotrachelus meloui
- Lobotrachelus minutulus
- Lobotrachelus minutus
- Lobotrachelus morosus
- Lobotrachelus nemorosus
- Lobotrachelus niger
- Lobotrachelus nigricornis
- Lobotrachelus nitens
- Lobotrachelus nitidicollis
- Lobotrachelus niveomaculatus
- Lobotrachelus nudofasciatus
- Lobotrachelus obliquevittatus
- Lobotrachelus olivaceus
- Lobotrachelus parvulus
- Lobotrachelus pectoralis
- Lobotrachelus perpusillus
- Lobotrachelus piceofasciatus
- Lobotrachelus plagiatus
- Lobotrachelus plumbeus
- Lobotrachelus postoculatus
- Lobotrachelus pubescens
- Lobotrachelus puncticollis
- Lobotrachelus pusillus
- Lobotrachelus pusus
- Lobotrachelus pygmaeus
- Lobotrachelus regularis
- Lobotrachelus rufescens
- Lobotrachelus ruficornis
- Lobotrachelus rufirostris
- Lobotrachelus rugosicollis
- Lobotrachelus rugosus
- Lobotrachelus schoutedeni
- Lobotrachelus senegalensis
- Lobotrachelus seriatus
- Lobotrachelus setigerus
- Lobotrachelus sicardi
- Lobotrachelus silvaticus
- Lobotrachelus sordidus
- Lobotrachelus stigma
- Lobotrachelus strigicollis
- Lobotrachelus subalutaceus
- Lobotrachelus subfasciatus
- Lobotrachelus subsignatus
- Lobotrachelus suratus
- Lobotrachelus suturalis
- Lobotrachelus t-album
- Lobotrachelus tessellatus
- Lobotrachelus tesserulatus
- Lobotrachelus trimaculatus
- Lobotrachelus tshalaensis
- Lobotrachelus unicolor
- Lobotrachelus urenae
- Lobotrachelus vagus
- Lobotrachelus variabilis
- Lobotrachelus variegatus
- Lobotrachelus vestitus
- Lobotrachelus vicinus